# 에토 히로유키
에토 히로유키(일본어: 衛藤ヒロユキ)는 일본의 만화가이다. 오이타현 다케타시 출신으로, 대표 작품으로 《마법진 구루구루》가 있다. 동생은 작곡가 에토 히데유키이다.